# Sieradz
Sieradz ( en latín: Siradia, en yidis: שעראַדז, שערעדז, שעריץ‎, en alemán: 1941-45 Schieratz) es una ciudad en el río Warta en el centro de Polonia con 41.390 habitantes (2020). Es la sede del condado de Sieradz, situado en el voivodato de Łódź. Históricamente fue la capital de uno de los ducados menores de la Gran Polonia.
Es una de las ciudades más antiguas de Polonia. Sieradz fue una importante ciudad de la Polonia medieval, siendo tres veces lugar de elección de los monarcas polacos. Los reyes polacos presidieron seis asambleas desde aquí.

## Historia

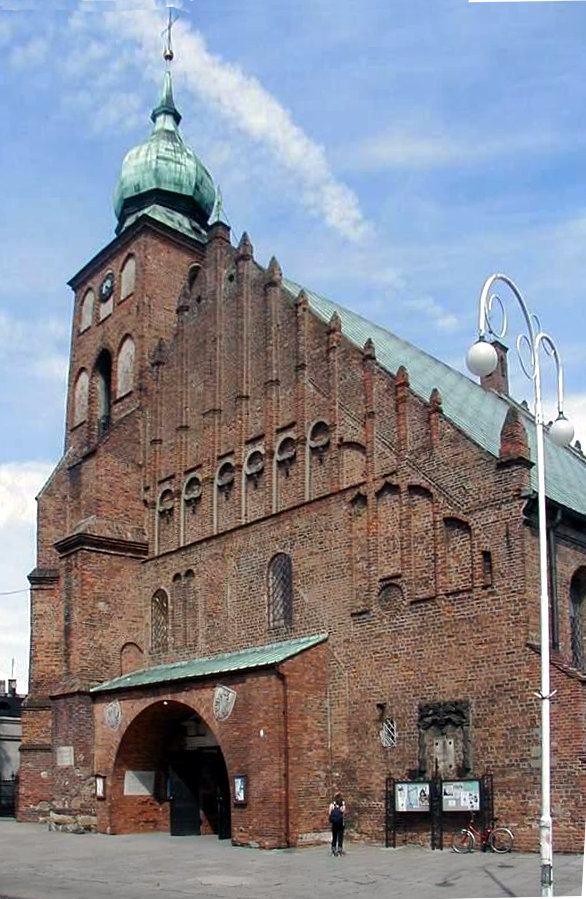
Colegiata, siglo XIV

Los asentamientos más antiguos se remontan aproximadamente al siglo VI. La mención más antigua conocida de Sieradz proviene de la Bula de Gniezno de 1136. A mediados del siglo XIII, el duque Casimiro I de Kuyavia le confirió derechos municipales. También acogió a muchos colonos de Escocia y los Países Bajos después del siglo XIII. Durante la fragmentación de Polonia, al principio formó parte de la provincia de Seniorate, y después, a partir de 1231, fue la capital del ducado de Sieradz, que en 1339 se transformó en la voivodía de Sieradz de Polonia. El rey polaco Casimiro III el Grande erigió un castillo en Sieradz. En la Edad Media, la ciudad fue atacada por los mongoles durante las tres invasiones de Polonia, los bohemios y los caballeros teutónicos.
Sieradz fue una importante ciudad real de Polonia. En 1445 tuvo lugar en Sieradz la elección del rey Casimiro IV Jagiellon. Hasta el siglo XVI la ciudad era un importante centro comercial. Los mercaderes de España y Portugal visitaban con frecuencia la ciudad para comerciar. En el siglo XVII, debido a las invasiones suecas, las plagas, los incendios y las inundaciones, la ciudad perdió su importancia comercial y cayó en desgracia. En el siglo XVIII comenzó la reconstrucción de la ciudad. En esa época los residentes eran sólo unos 1.500.
Sieradz fue anexada por Prusia en la Segunda Partición de Polonia en 1793. El 13 de noviembre de 1806 se produjo un levantamiento polaco contra los prusianos en Sieradz, y en 1807 se incluyó en el efímero ducado polaco de Varsovia. Después de la disolución del ducado, en 1815, pasó a formar parte del llamado Congreso de Polonia dentro de la Partición rusa de Polonia. Fue la capital de un distrito dentro de la Gobernación de Kalisz del Imperio Ruso hasta que Polonia recuperó la independencia como la Segunda República Polaca después de la Primera Guerra Mundial en 1918.

### Segunda Guerra Mundial

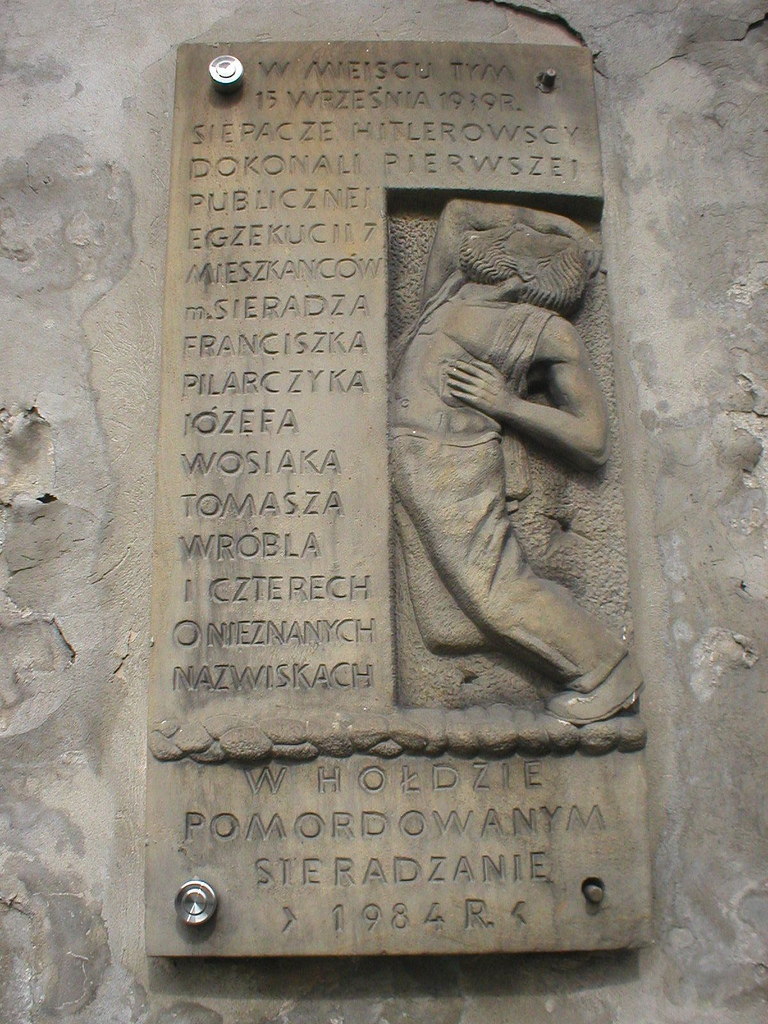
Placa conmemorativa en el lugar de la primera ejecución pública de polacos, realizada por los alemanes el 15 de septiembre de 1939

Con la invasión conjunta germano-soviética de Polonia y el estallido de la Segunda Guerra Mundial en 1939, Sieradz fue atacada el 9 de septiembre y ocupada por la Wehrmacht. Anexada por la Alemania nazi, pasó a llamarse Schieratz y se administró como parte del condado o distrito (kreis) del mismo nombre dentro del Reichsgau Wartheland. Se estima que al menos el 40% de la población de Sieradz era judía antes de la ocupación alemana. Hoy, Sieradz conmemora un Día del Judaísmo cada año en enero.
A mediados de septiembre de 1939, los alemanes organizaron un campo de prisioneros de guerra temporal en la prisión local, en el que retuvieron a casi 3.000 soldados polacos, a pesar de que la capacidad de la prisión era de 1.100. Durante la ocupación alemana, la población fue sometida a diversas atrocidades. Ya el 15 de septiembre de 1939, los alemanes llevaron a cabo la primera ejecución pública de siete polacos en Sieradz. A principios de noviembre de 1939, los alemanes arrestaron a 62 miembros de la élite local para aterrorizar a la población antes del Día de la Independencia Polaca (11 de noviembre), y luego, el 14 de noviembre, obligaron a los judíos locales a cavar fosas para las víctimas, y después asesinaron a 20 rehenes. Entre las víctimas había activistas, profesores, directores de escuela, artesanos, policías, el alcalde de antes de la guerra Ignacy Mąkowski, funcionarios locales, jueces y un boy scout. A finales de 1939 fueron expulsados 522 polacos, familias de profesores, funcionarios, policías, comerciantes, artesanos y propietarios de tiendas.
La ciudad fue sometida a una severa germanización y los nazis destruyeron los rastros de la cultura polaca, destruyendo registros históricos, monumentos y edificios. Los nombres de las calles se cambiaron en un esfuerzo por eliminar cualquier conexión con una identidad polaca.

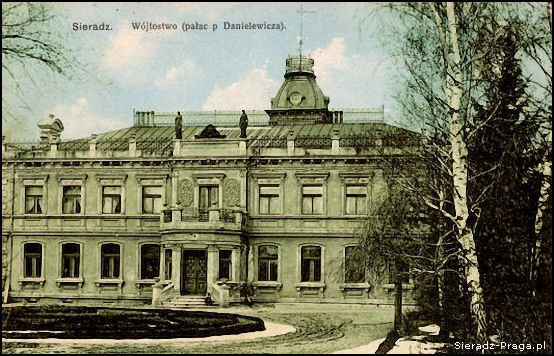
Vista de antes de la guerra del Palacio Danielewicz, que fue destruido durante la Segunda Guerra Mundial

La prisión local era una de las prisiones alemanas más importantes del Reichsgau Wartheland. Sus prisioneros, predominantemente polacos y judíos, eran sometidos a insultos, palizas, trabajos forzados, torturas y ejecuciones. Los prisioneros recibían raciones de comida muy bajas, e incluso se preparaban comidas con verduras podridas, pescado estropeado y perros muertos. Muchos prisioneros murieron de agotamiento, hambre o tortura. Después de la guerra, el historiador polaco Antoni Galiński pudo identificar a 968 personas que murieron o fueron fusiladas en la prisión y sus subcampos en 1940-1945, sin embargo el número total de muertes es sin duda mayor. A pesar de estas circunstancias, el movimiento de resistencia polaco siguió operando en la zona. La última prisionera ejecutada fue Antonina Chrystkowa, una mujer miembro de la organización de la resistencia del Ejército Nacional, que fue decapitada con un hacha el 18 de enero de 1945. En el actual distrito de Chabie funcionaba otra prisión alemana, subordinada a la prisión principal de Sieradz.
Bombardeada por los soviéticos, más de 100 residentes murieron. Tras un asalto de tres días, el Ejército Rojo llegó el 23 de enero de 1945. El día anterior a la retirada de los alemanes, el histórico Palacio Danielewicz fue incendiado. La ciudad fue devuelta a Polonia, aunque con un régimen comunista instalado por los soviéticos, que se mantuvo en el poder hasta la caída del comunismo en la década de 1980.

### Período reciente
En 1947, la juventud polaca local estableció una organización secreta de resistencia anticomunista, inicialmente llamada Unión de la Juventud Patriótica ( Związek Młodzieży Patriotycznej ), y en 1949 pasó a llamarse Katyń para conmemorar la masacre de Katyn en la que los soviéticos asesinaron a casi 22.000 polacos en 1940. Su actividad se extendió a las ciudades cercanas de Zduńska Wola, Warta, Łódź e incluso Włocławek, e incluyó la recolección de armas, entrenamiento secreto, inteligencia y publicación y distribución de folletos y prensa polacos independientes. Su líder era Zbigniew Tur, nativo de la Polonia oriental de antes de la guerra anexada por la Unión Soviética, quien cuando era adolescente fue arrestado y deportado a trabajos forzados tanto por los alemanes (dos veces) como por los soviéticos, antes de regresar a Polonia en 1946. La organización finalmente fue aplastada por los comunistas, quienes condenaron a sus miembros a entre 1,5 y 10 años de prisión en 1951. Durante las audiencias judiciales, la gente del pueblo se reunió cerca del palacio de justicia y mostró su simpatía y apoyo a los jóvenes arrestados.
Las actividades económicas de la posguerra incluyeron la fabricación de ropa, la molienda de cereales, la destilería de bebidas espirituosas, el cultivo de patatas y otras actividades agrícolas. En 1957 se fundó la tejeduría "Sira". De 1975 a 1998 Sieradz fue la capital del Voivodato de Sieradz.

## Gobernantes históricos

### Duques de Sieradz-Łęczyca
- 1228-1232 Enrique I el Barbudo (Filip I Brodaty)
- 1232-1233 Conrado de Mazovia (Konrad Mazowiecki)
- 1234-1247 Conrado de Mazovia (Konrad Mazowiecki)
- 1247-1261 Casimiro I de Kuyavia (Kazimierz I kujawski)
- 1261-1275 Leszek el Negro (Leszek Czarny)
- 1275-1294 dividido en dos ducados de Sieradz y Łęczyca (abajo)
- 1294-1297 Ladislao III el Breve (Władysław Łokietek)
- 1297-1305 Wenceslao II de Bohemia (Wacław II Czeski)

después de 1305 partes del Reino Unido de Polonia inicialmente como dos ducados vasallos, más tarde incorporados como Voivodato de Łęczyca y Voivodato de Sieradz .

### Duques de Sieradz
- 1233-1234 Bolesław I de Mazovia (Bolesław I Mazowiecki)
- 1275-1288 Leszek el Negro (Leszek Czarny)
- 1288-1294 Ladislao III el Breve (Władysław Łokietek)
- 1327-1339 Przemysł de Inowrocław

Después de 1305 parte del Reino Unido de Polonia como ducado vasallo, más tarde después de 1339 incorporado por el rey polaco Casimiro III el Grande como el Voivodato de Sieradz .

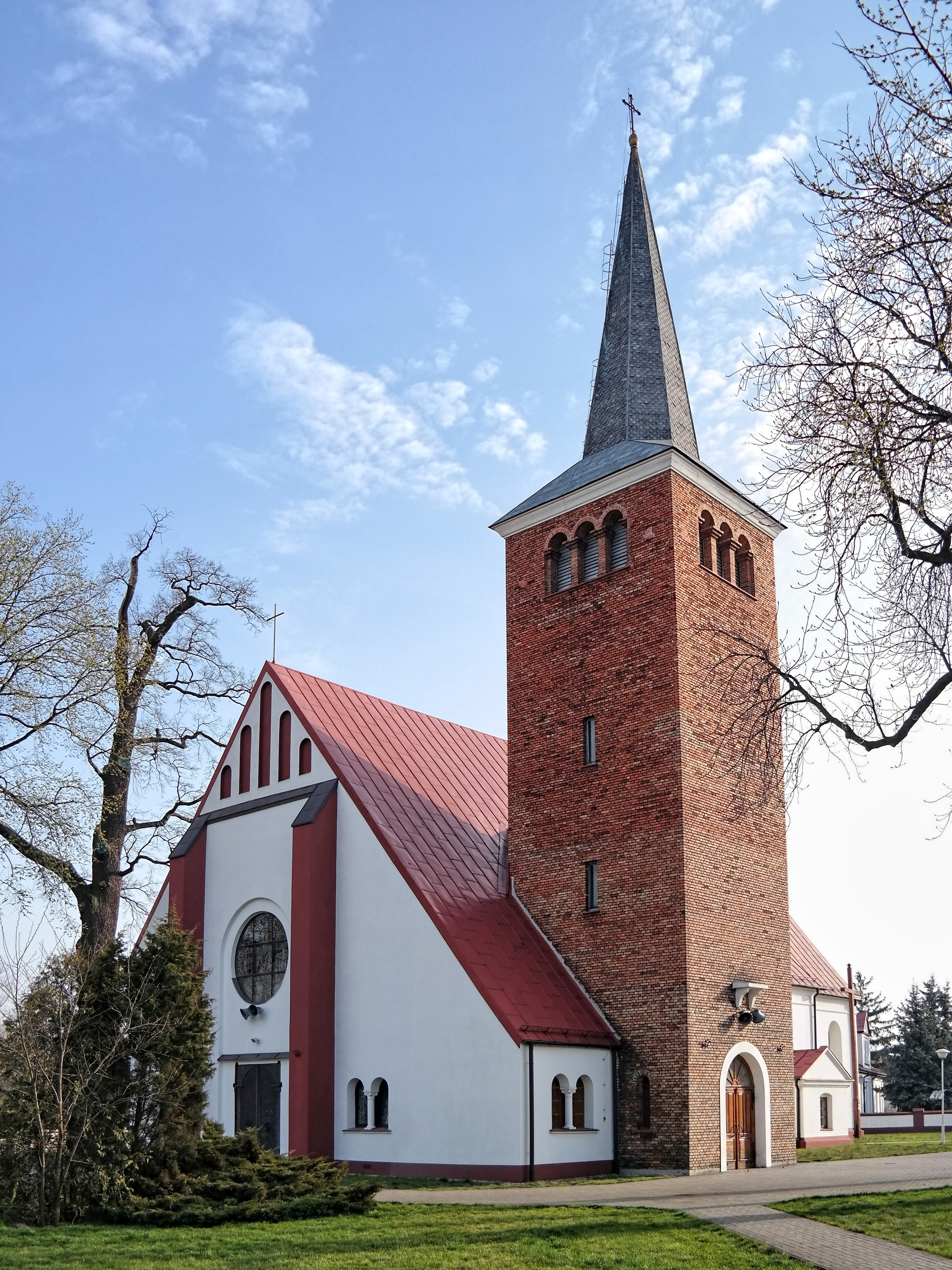
Iglesia de San Adalberto

- Paweł Osiewała

## Deporte, turismo y ocio

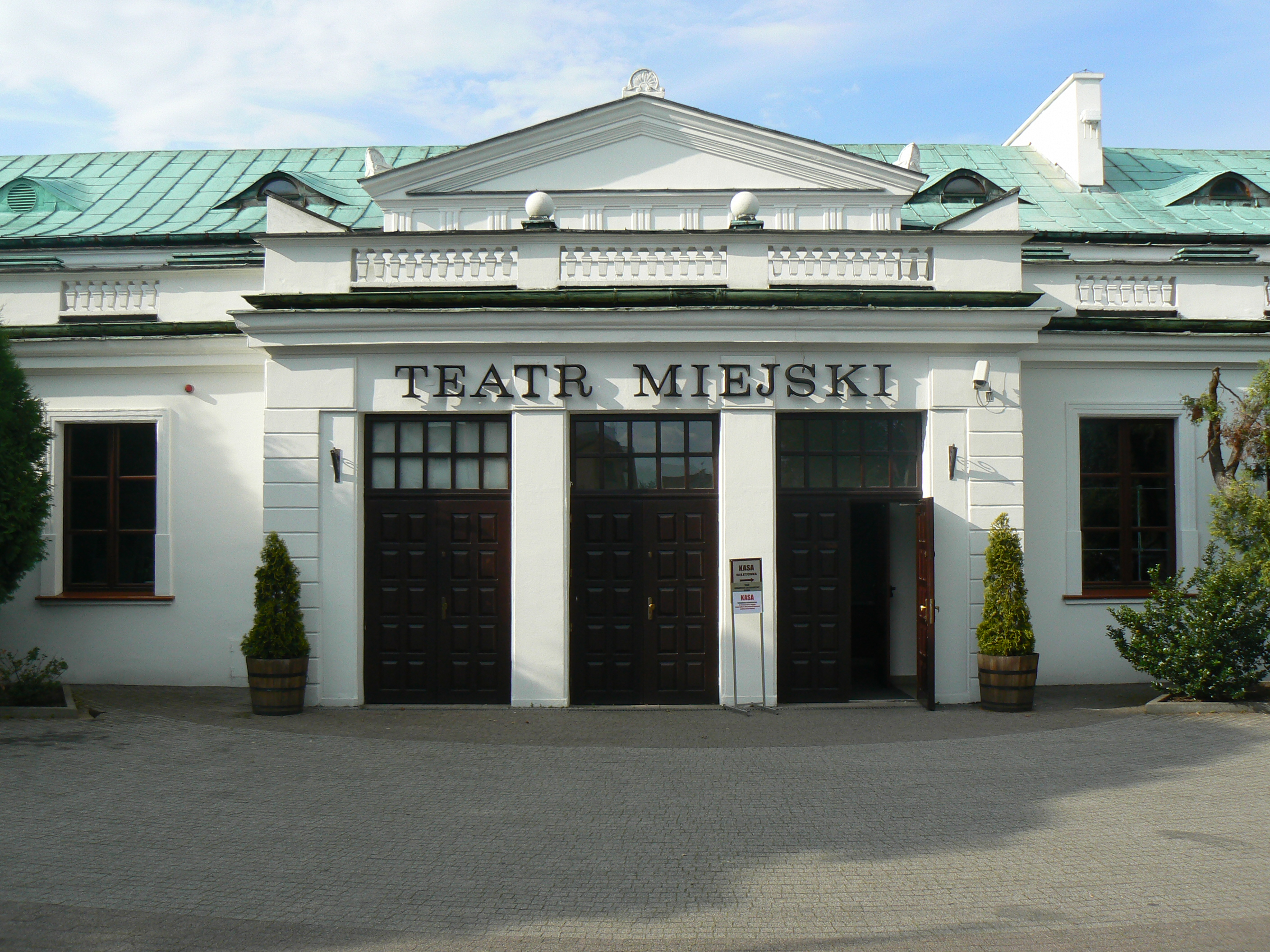
Teatro de la ciudad

Sieradz cuenta con un centro deportivo totalmente equipado, con tres campos de fútbol, una pista de atletismo, dos pistas deportivas, un hotel, un restaurante, pistas de tenis, sauna, gimnasio, juegos, piscina y una zona de natación bien vigilada junto al río. El club de fútbol local es el Warta Sieradz. Compite en las ligas inferiores.
Los bosques naturales a orillas del río Warta son un lugar ideal para los recolectores de setas. La Rynek (plaza de la ciudad), llena de arquitectura histórica, es también un lugar perfecto para el turismo, con tiendas locales que venden diversos productos de buena calidad y marcas. Las iglesias de Sieradz tienen importancia histórica y están bien restauradas.

## Desarrollo
Sieradz se ha desarrollado espectacularmente desde 2007 con nuevos proyectos residenciales y urbanizaciones. Sieradz cuenta con algunos atractivos centros comerciales, como Galeria sieradzka, Dekada, Rondo y varios mercados abiertos. Esto atrae a los residentes de los pueblos y ciudades cercanos y convierte a Sieradz en un destino comercial de primer orden. La administración de la ciudad de Sieradz celebra con éxito cada año el Festival Abierto del Pelo  y la ciudad es muy conocida por este evento.

## Personas notables de Sieradz

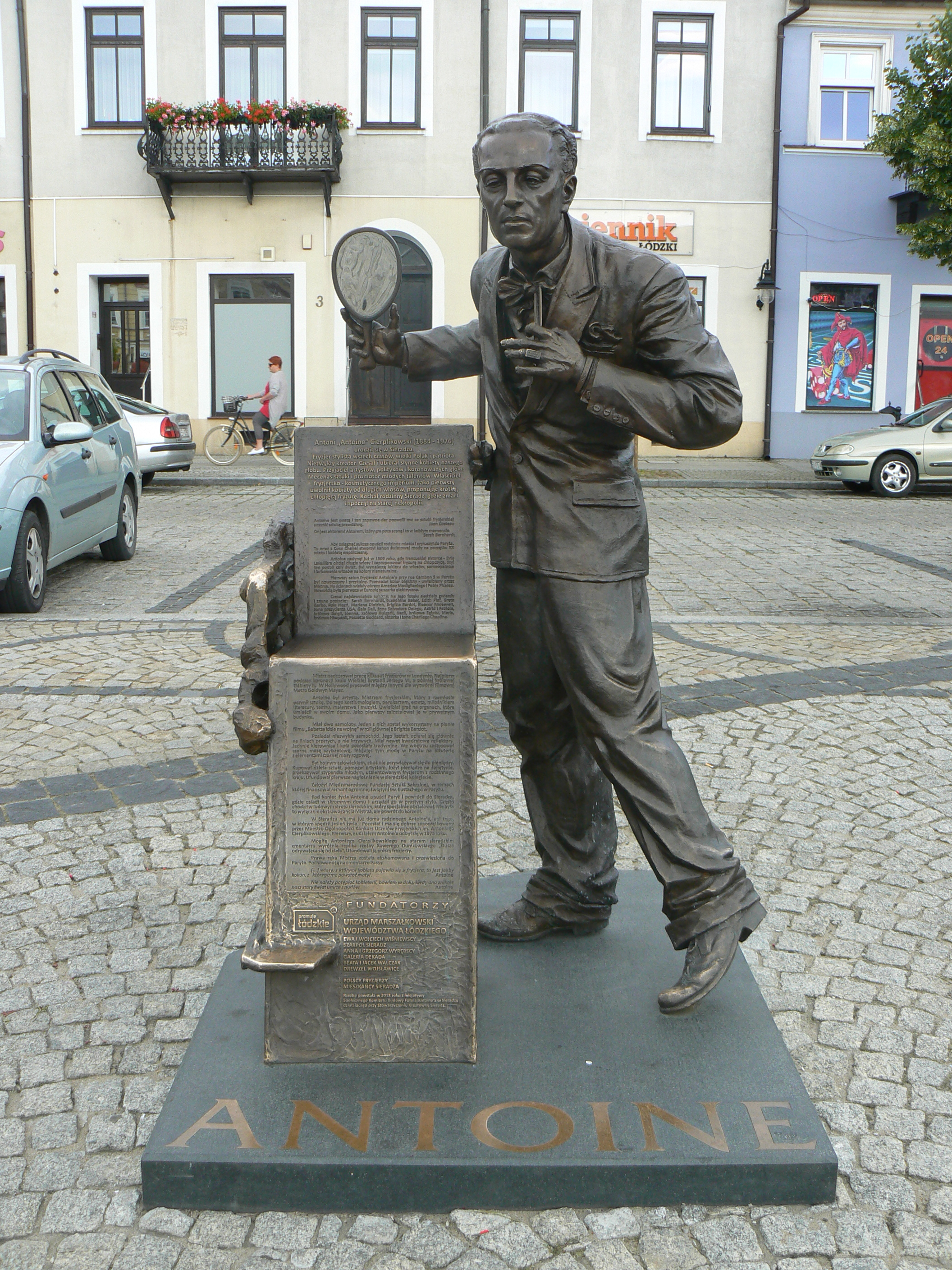
Monumento a Antoine de París

- Leszek II el Negro (c.1240-1288) - Gran duque de Polonia
- Jan Gruszczyński - un primado medieval de Polonia
- Cyprian Bazylik (c.1535–c.1600) - músico, escritor, impresor.
- Ary Szternfeld (1905-1980) - científico aeroespacial
- Antoni ”Antoine” Cierplikowski (1884–1976) - peluquero famoso
- Arek Hersh - sobreviviente del Holocausto y educador
- Zalman Ben-Ya'akov (1897-1959) - político israelí
- Hymie Weiss - gángster estadounidense
- Hersh Leyb Zhitnitski - (15 de julio de 1891-verano de 1942) escritor yiddish
- Dina Shayevitsh (1891-1942? ) Actor yídish[16]

## Ciudades hermanadas
- Gaggenau, Germany
- Annemasse, France
- Yambol, Bulgaria